# NGC 7672
NGC 7672 (również PGC 71485) – galaktyka spiralna (Sb), znajdująca się w gwiazdozbiorze Pegaza. Odkrył ją 23 października 1857 roku R.J. Mitchell – asystent Williama Parsonsa. Należy do galaktyk Seyferta typu 2.